# Rognan
Rognan (sydsamiska: Råggno, lulesamiska och pitesamiska: Rågno) är en tätort som utgör centralort i Saltdals kommun i Nordland fylke i norra Norge. 2 576 invånare bodde i tätorten (2014). Europaväg 6 passerar intill centrumområdet. Rognan, som fick tågtrafik 1958, ligger längs järnvägen Nordlandsbanan. 
Strax utanför samhället finns Vikgrotta, en grotta med både droppstenar och en underjordisk fors. Ett populärt arrangemang som lockar såväl deltagare som publik varje sommar är "Trebåtdagan". Då ska deltagarna ro i så kallade "Nordlandsbåtar" de drygt fyra kilometrarna ut från kajen till fyrtornet på Tangodden och tillbaka.
I Rognan finns bland annat Norlandia Hotell med övernattningsmöjligheter, mat, dryck och arrangemang. Det finns också en campingplats som heter Rognan Fjordcamp, med möjlighet att hyra båtar, stugor och ha husvagn där hela året. Campingplatsen är välbesökt av svenskar som kommer för att fiska i havet.
Nexans Norway AS finns också i Rognan. Det är en framgångsrik fabrik som levererar kabel till flera länder, bland annat till Sverige.